# Стефан Тончев (футболист)
 За българския политик вижте Стефан Тончев.  
Стефан Тончев Витанов е български футболист и футболен деятел.

## Биография
Стефан Тончев е роден през 1896 година във Варна. Получава средното си образование, като завършва класическия отдел при ВМГ. След завършване на ВМГ през 1915 година постъпва в Школата за запасни офицери. Изпратен е на Добруджанския фронт, където се разболява и умира от коремен тиф през късната есен на 1916 година.
Неговият труд „Футболът, правилници и наставления“ е издаден от ръководството на СК Тича през 1919 година. По негова инициатива на 24 май 1914 година футболните дружества „Спортист“ и „Тича“ се обединяват.
През 1966 година е посмъртно удостоен с ордена „Заслужил деятел на физкултурата“.